# Simone Mathieu
Simone Mathieu (Neuilly-sur-Seine, 31 de Janeiro de 1908 - 7 de Janeiro de 1998) foi uma tenista francesa.

## Grand Slam finais

### Simples: 8 (2 títulos, 6 vices)
| Resultado | Ano  | Campeonato    | Ano    | Oponente             | Placar        |
| --------- | ---- | ------------- | ------ | -------------------- | ------------- |
| Vice      | 1929 | Roland Garros | Saibro | Helen Wills          | 3–6, 4–6      |
| Vice      | 1932 | Roland Garros | Saibro | Helen Wills          | 5–7, 1–6      |
| Vice      | 1933 | Roland Garros | Saibro | Margaret Scriven     | 2–6, 6–4, 4–6 |
| Vice      | 1935 | Roland Garros | Saibro | Hilde Krahwinkel     | 2–6, 1–6      |
| Vice      | 1936 | Roland Garros | Saibro | Hilde Krahwinkel     | 3–6, 4–6      |
| Vice      | 1937 | Roland Garros | Saibro | Hilde Krahwinkel     | 2–6, 4–6      |
| Campeã    | 1938 | Roland Garros | Saibro | Nelly Landry         | 6–0, 6–3      |
| Campeã    | 1939 | Roland Garros | Saibro | Jadwiga Jędrzejowska | 6–3, 8–6      |

### Duplas: 13 (9 títulos, 4 vices)
| Resultado | Ano  | Campeonato    | Parceira             | Oponente                               | Placar         |
| --------- | ---- | ------------- | -------------------- | -------------------------------------- | -------------- |
| Vice      | 1930 | Roland Garros | Simone Barbier       | Elizabeth Ryan Helen Wills             | 3–6, 1–6       |
| Campeã    | 1933 | Roland Garros | Elizabeth Ryan       | Sylvie Jung Henrotin Colette Rosambert | 6–1, 6–3       |
| Campeã    | 1933 | Wimbledon     | Elizabeth Ryan       | Freda James Billie Yorke               | 6–2, 9–11, 6–4 |
| Campeã    | 1934 | Roland Garros | Elizabeth Ryan       | Helen Jacobs Sarah Palfrey             | 3–6, 6–4, 6–2  |
| Campeã    | 1934 | Wimbledon     | Elizabeth Ryan       | Dorothy Andrus Sylvie Jung Henrotin    | 6–3, 6–3       |
| Vice      | 1935 | Wimbledon     | Hilde Sperling       | Freda James Kay Stammers               | 1–6, 4–6       |
| Campeã    | 1936 | Roland Garros | Billie Yorke         | Jadwiga Jędrzejowska Susan Noel        | 2–6, 6–4, 6–4  |
| Campeã    | 1937 | Roland Garros | Billie Yorke         | Dorothy Andrus Sylvie Jung Henrotin    | 3–6, 6–2, 6–2  |
| Campeã    | 1937 | Wimbledon     | Billie Yorke         | Phyllis King Elsie Goldsack            | 6–3, 6–3       |
| Campeã    | 1938 | Roland Garros | Billie Yorke         | Nelly Adamson Arlette Halff            | 6–3, 6–3       |
| Vice      | 1938 | Wimbledon     | Billie Yorke         | Sarah Palfrey Alice Marble             | 2–6, 3–6       |
| Vice      | 1938 | US Open       | Jadwiga Jędrzejowska | Sarah Palfrey Alice Marble             | 8–6, 4–6, 3–6  |
| Campeã    | 1939 | Roland Garros | Jadwiga Jędrzejowska | Alice Florian Hella Kovac              | 7–5, 7–5       |

### Duplas Mistas: 4 (2 títulos, 2 vices)
| Resultado | Ano  | Campeonato    | Parceiro          | Oponente                              | Placar        |
| --------- | ---- | ------------- | ----------------- | ------------------------------------- | ------------- |
| Campeã    | 1937 | Roland Garros | Yvon Petra        | Marie-Luise Horn Roland Journu        | 7–5, 7–5      |
| Vice      | 1937 | Wimbledon     | Yvon Petra        | Alice Marble Don Budge                | 1–6, 4–6      |
| Campeã    | 1938 | Roland Garros | Dragutin Mitić    | Nancye Wynne Bolton Christian Boussus | 2–6, 6–3, 6–4 |
| Vice      | 1939 | Roland Garros | Franjo Kukuljević | Sarah Palfrey Elwood Cooke            | 6–4, 1–6, 5–7 |